# Weißspecht
Der Weißspecht (Melanerpes candidus) ist eine Vogelart aus der Familie der Spechte (Picidae). Diese recht kleine Spechtart besiedelt weite Teile Südamerikas und bewohnt dort ein breites Spektrum trockener, offener Waldgesellschaften. Die wohl fast ausschließlich auf Bäumen gesuchte Nahrung besteht aus Früchten und Samen, außerdem öffnen Weißspechte wohl als einzige Spechtart überhaupt Bienen- und Wespennester, um daraus die Brut und Honig zu erbeuten. Der Weißspecht gilt als relativ selten und die Verbreitung ist eher unregelmäßig mit großen Lücken. Auf Grund des sehr großen Verbreitungsgebietes und des offenbar zunehmenden Bestandes wird die Art von der IUCN jedoch als ungefährdet („least concern“) eingestuft.

## Beschreibung
Weißspechte sind recht kleine Spechte mit relativ langem, leicht meißelförmig zugespitztem und an der Basis mittelbreitem Schnabel. Der Schnabelfirst ist nach unten gebogen. Die Körperlänge beträgt etwa 24 cm und das Gewicht 98–136 g; sie sind damit etwa so groß wie ein Buntspecht, aber deutlich schwerer. Die Art zeigt einen deutlichen Geschlechtsdimorphismus bezüglich der Färbung, die Geschlechter unterscheiden sich ansonsten nicht.
Die Art nimmt bezüglich der Färbung eine Sonderstellung innerhalb der Spechte ein. Der obere Rücken, die Oberflügeldecken sowie die Schulterfedern sind einfarbig schwarz mit einem leicht bläulichen Glanz, die Schwingen sind braunschwarz. Die Steuerfedern sind ober- und unterseits an der Basis ausgedehnt weiß, ansonsten braun-schwarz mit einigen weißen Flecken auf den distalen Bereichen der Außenfedern. Der untere Rücken, der Bürzel, die Unter- und Oberschwanzdecken sowie die gesamte Rumpfunterseite sind fast einfarbig weiß, lediglich die Bauchmitte ist gelb. Die Unterflügeldecken sind schwarz, die Unterseite der Schwingen ist graubraun.
Beim Männchen sind Kopf und Hals überwiegend weiß. Ein schmaler schwarzer Augenstreif zieht sich von der Schnabelbasis nach hinten über die Halsseiten bis zum oberen Rücken, außerdem ist ein kleiner Bereich im Nacken gelb. Weibchen fehlt die Gelbfärbung des Nackens und auch der Augenstreif ist meist nur sehr undeutlich ausgebildet, so dass der Kopf fast einfarbig weiß ist. Jungvögel sind oberseits mehr bräunlich schwarz, die weißen Gefiederbereiche sind rötlich braun überhaucht und der Bauch ist mehr blassgelb.
Der Schnabel ist schwarz und an der Basis aufgehellt, Beine und Zehen sind oliv, grau-grün oder bräunlich. Die Iris ist weiß, blauweiß oder gelb, außerdem haben die Tiere einen breiten gelben Augenring. Die innerartliche Variabilität ist sehr gering und es werden keine Unterarten anerkannt.

## Lautäußerungen
Sehr markant ist der an die Rufe von Seeschwalben erinnernde hohe Flugruf, der etwa wie „kirr-kirr-kirr“ oder „crii-crii-crii-criih“ klingt. Der häufigste Ruf von einer Warte lässt sich mit „ghirrih“ oder „kriir“ wiedergeben. Ob Weißspechte trommeln ist bisher nicht beschrieben.

## Verbreitung und Lebensraum
Der Weißspecht bewohnt große Teile des zentralen und östlichen Südamerikas. Das Verbreitungsgebiet reicht in Ost-West-Richtung vom Osten Perus bis in den Westen Brasiliens. In Nord-Süd-Richtung umfasst das Areal eine schmale, küstennahe Zone in Surinam und Französisch-Guayana und erstreckt sich dann in einer breiten Zone vom Unterlauf des Amazonas in Brasilien bis in den Osten Boliviens, bis Paraguay, bis in den Westen von Uruguay und bis in das zentrale Argentinien. Die Größe des Gesamtverbreitungsgebietes wird auf etwa 4,8 Mio. km² geschätzt. Die Art besiedelt Trockenwälder aller Art, Savanne und trockenes Buschland, aber auch Palmenhaine und Obstgärten. Die Tiere kommen von den Niederungen bis (lokal) in 2200 m Höhe vor.

## Lebensweise
Die Tiere werden gewöhnlich in kleinen Gruppen beobachtet. Sie suchen auch isolierte Bäume oder Baumgruppen auf und überqueren dabei auch größere Strecken in der offenen Landschaft. Die Nahrung wird überwiegend abgelesen oder durch Hacken erlangt, gelegentlich jagen Weißspechte auch Insekten im Flug. Nach Winkler et al. besteht die wohl fast ausschließlich auf Bäumen gesuchte Nahrung vorwiegend aus Früchten und Samen, außerdem fressen die Tiere auch Insekten. Wohl als einzige Spechtart überhaupt öffnen Weißspechte auch Bienen- und Wespennester, um daraus die Brut und Honig zu erbeuten. Eine Untersuchung am Südrand des Verbreitungsgebietes in Argentinien konnte jedoch zumindest dort keine deutliche Bevorzugung pflanzlicher Nahrung bestätigen. In den Mägen von 9 untersuchten Exemplaren fanden sich ausschließlich Insekten, davon waren 98,5 % Hautflügler (Hymenoptera). Die Hauptnahrung bildeten Blattschneiderameisen der Gattung Acromyrmex (59,0 %), unbestimmte Ameisen (21,0 %) und die zu den Feldwespen gehörende Polybia scutellaris (17,5 %).
Die Brutzeit erstreckt sich von September bis November. Die Nisthöhlen werden in Bäumen gebaut, zum Teil werden offenbar aber auch Felslöcher zur Brut genutzt. Das Gelege umfasst drei bis vier Eier und wird von beiden Eltern bebrütet. Weitere Angaben zum anscheinend ausgeprägten Sozialverhalten und zur Brutbiologie liegen bisher nicht vor.

## Bestand und Gefährdung
Angaben zur Größe des Weltbestandes gibt es nicht. Der Weißspecht gilt als relativ selten und die Verbreitung ist eher unregelmäßig mit großen Lücken. Auf Grund des sehr großen Verbreitungsgebietes und des offenbar zunehmenden Bestandes wird die Art von der IUCN jedoch als ungefährdet („least concern“) eingestuft.